# Cuculinae
Sous-famille
Les Cuculinae sont une sous-famille d'oiseaux qui rassemble 92 espèces de coucous et autres oiseaux apparentés de la famille des Cuculidae, appelés malcohas, piayes, taccos ou coulicous. Ces oiseaux ont pour caractéristique le parasitisme de couvée ou de ponte, l'exemple le plus connu étant celui du coucou gris.

## Liste des genres
D'après Alan P. Peterson :
- genre Rhinortha (1 espèce)
- genre Ceuthmochares (2 espèces)
- genre Taccocua (1 espèce)
- genre Zanclostomus (1 espèce)
- genre Rhamphococcyx (1 espèce)
- genre Phaenicophaeus (6 espèces)
- genre Dasylophus (2 espèces)
- genre Clamator (4 espèces)
- genre Coccycua (3 espèces)
- genre Piaya (2 espèces)
- genre Coccyzus (13 espèces)
- genre Pachycoccyx (1 espèce)
- genre Microdynamis (1 espèce)
- genre Eudynamys (3 espèces)
- genre Urodynamis (1 espèce)
- genre Scythrops (1 espèce)
- genre Chrysococcyx (13 espèces)
- genre Cacomantis (10 espèces)
- genre Cercococcyx (3 espèces)
- genre Surniculus (4 espèces)
- genre Hierococcyx (8 espèces)
- genre Cuculus (11 espèces)

## Liste des espèces
D'après la classification de référence (version 2.4, 2010) de l'Union internationale des ornithologues, les espèces admises sont (par ordre phylogénique) :